# Ngũ Hoa
Ngũ Hoa (tiếng Trung: 五华区), âm Hán Việt: Ngũ Hoa khu, là một quận nội thành của Côn Minh, tỉnh Vân Nam, Cộng hòa Nhân dân Trung Hoa. Bên trong Ngũ Hoa có núi Ngũ Hoa. Diện tích của quận này là 398 km², dân số năm 2004 là 810.000 người. Chính quyền quận đóng tại Hoa Sơn nhai dạo.
Các đơn vị hành chính thuộc Hoa Sơn:
- 9 nhai đạo:
  - Hộ Quốc (护国街道)
  - Đại Quan (大观街道)
  - Hoa Sơn (华山街道)
  - Long Tường (龙翔街道)
  - Phong Ninh (丰宁街道)
  - Liên Hoa (莲华街道)
  - Hồng Vân (红云街道)
  - Hắc Lâm Phố (黑林铺街道)
  - Phổ Cát (普吉街道)
- 2 hương
  - Hán Khẩu (厂口乡)
  - Sa Lãng (沙朗乡).